# Cantone di Revigny-sur-Ornain
Il Cantone di Revigny-sur-Ornain è una divisione amministrativa dell'arrondissement di Bar-le-Duc.
A seguito della riforma approvata con decreto del 17 febbraio 2014, che ha avuto attuazione dopo le elezioni dipartimentali del 2015, è passato da 15 a 28 comuni.

## Composizione
I 15 comuni facenti parte prima della riforma del 2014 erano:
- Andernay
- Beurey-sur-Saulx
- Brabant-le-Roi
- Contrisson
- Couvonges
- Laimont
- Mognéville
- Nettancourt
- Neuville-sur-Ornain
- Rancourt-sur-Ornain
- Remennecourt
- Revigny-sur-Ornain
- Val-d'Ornain
- Vassincourt
- Villers-aux-Vents

Dal 2015 i comuni appartenenti al cantone sono i seguenti 28:
- Andernay
- Beurey-sur-Saulx
- Brabant-le-Roi
- Chaumont-sur-Aire
- Contrisson
- Courcelles-sur-Aire
- Couvonges
- Érize-la-Petite
- Les Hauts-de-Chée
- Laheycourt
- Laimont
- Lisle-en-Barrois
- Louppy-le-Château
- Mognéville
- Nettancourt
- Neuville-sur-Ornain
- Noyers-Auzécourt
- Rancourt-sur-Ornain
- Rembercourt-Sommaisne
- Remennecourt
- Revigny-sur-Ornain
- Robert-Espagne
- Sommeilles
- Val-d'Ornain
- Vassincourt
- Vaubecourt
- Villers-aux-Vents
- Villotte-devant-Louppy